# Lista de deputados estaduais do Rio de Janeiro da 10.ª legislatura
Esta é a lista de deputados estaduais que compõem a Assembleia Legislativa do estado do Rio de Janeiro para o período 2011—2014.
Durante o período 2007-2011, 33 dos 70 deputados da casa respondiam a processos na justiça por diversos crimes, como estelionato, improbidade administrativa, formação de quadrilha e homicídio.
No início legislatura 2011-2015, com o fim do mandato de Jorge Picciani, foi eleito presidente Paulo Melo.

## Composição das bancadas partidárias
Por conta de trocas de partido, a composição das bancadas partidárias sofre alterações constantes ao longo do tempo e não reflete sempre o resultado das eleições. A composição abaixo apresentada é a composição conforme disponível no site da Alerj em 11 de setembro de 2014.
| Partido | Líder                  | Bancada | Posição      |
| ------- | ---------------------- | ------- | ------------ |
| PMDB    | André Lazaroni         | 16 / 70 | Governo      |
| PSD     | André Corrêa           | 9 / 70  | Independente |
| PDT     | Luiz Martins           | 6 / 70  | Governo      |
| PT      | André Ceciliano        | 6 / 70  | Governo      |
| PR      | Clarissa Garotinho     | 5 / 70  | Oposição     |
| PSDB    | Luiz Paulo             | 3 / 70  | Oposição     |
| PSOL    | Marcelo Freixo         | 3 / 70  | Oposição     |
| PP      | Dionísio Lins          | 2 / 70  | Governo      |
| PPS     | Comte Bittencourt      | 2 / 70  | Oposição     |
| PRB     | Rosângela Gomes        | 2 / 70  | Oposição     |
| PV      | Aspásia Camargo        | 2 / 70  | Oposição     |
| SD      | Pedro Fernandes        | 2 / 70  | Oposição     |
| PCdoB   | Enfermeira Rejane      | 1 / 70  | Governo      |
| PEN     | Édino Fonseca          | 1 / 70  | Independente |
| PMN     | Chiquinho da Mangueira | 1 / 70  | Governo      |
| PROS    | Marco Figueiredo       | 1 / 70  | Independente |
| PRTB    | Graça Pereira          | 1 / 70  | Governo      |
| PSB     | Armando José           | 1 / 70  | Governo      |
| PSC     | Márcio Pacheco         | 1 / 70  | Governo      |
| PSDC    | João Peixoto           | 1 / 70  | Governo      |
| PSL     | Átila Nunes            | 1 / 70  | Governo      |
| PTdoB   | Marcos Abrahão         | 1 / 70  | Independente |
| PTB     | Marcus Vinícius        | 1 / 70  | Governo      |
| PTN     | Geraldo Moreira        | 1 / 70  | Governo      |

## Comissões Permanentes
A ALERJ possui 36 comissões permanentes, definidas em seu Regimento Interno. Abaixo segue a listagem das comissões e o nome de seus presidentes na 4ª Sessão Legislativa da 10ª Legislatura (2014).
| Comissão                                                                                                  | Presidente                  |
| --- | --------------------------- |
| Comissão de Agricultura, Pecuária e Políticas Rural, Agrária e Pesqueira                                  | João Peixoto, PSDC          |
| Comissão de Assuntos da Criança, do Adolescente e do Idoso                                                | Claise Maria, PSD           |
| Comissão de Assuntos Municipais e de Desenvolvimento Regional                                             | Clarissa Garotinho, PR      |
| Comissão de Ciência e Tecnologia                                                                          | Janio Mendes, PDT           |
| Comissão de Combate às Discriminações e Preconceitos de Raça, Cor, Etnia, Religião e Procedência Nacional | Carlos Minc, PT             |
| Comissão de Constituição e Justiça                                                                        | Domingos Brazão, PMDB       |
| Comissão de Cultura                                                                                       | Zaqueu Teixeira, PT         |
| Comissão de Defesa Civil                                                                                  | Flávio Bolsonaro, PP        |
| Comissão de Defesa da PPD - Pessoa Portadora de Deficiência                                               | Márcio Pacheco, PSC         |
| Comissão de Defesa do Consumidor                                                                          | Luiz Martins, PDT           |
| Comissão de Defesa do Meio Ambiente                                                                       | Átila Nunes, PSL            |
| Comissão de Defesa dos Direitos da Mulher                                                                 | Inês Pandeló, PT            |
| Comissão de Defesa dos Direitos Humanos e Cidadania                                                       | Marcelo Freixo, PSOL        |
| Comissão de Economia, Indústria e Comércio                                                                |                             |
| Comissão de Educação                                                                                      | Comte Bittencourt, PSD      |
| Comissão de Emendas Constitucionais e Vetos                                                               |                             |
| Comissão de Esporte e Lazer                                                                               | Chiquinho da Mangueira, PMN |
| Comissão de Indicações Legislativas                                                                       | Marcos Abrahão, PTdoB       |
| Comissão de Legislação Constitucional Complementar e Códigos                                              |                             |
| Comissão de Minas e Energia                                                                               | Ricardo Abrão, PDT          |
| Comissão de Normas Internas e Proposições Externas                                                        | Edino Fonseca, PEN          |
| Comissão de Obras Públicas                                                                                | Dica, PMDB                  |
| Comissão de Orçamento, Finanças, Fiscalização Financeira e Controle                                       | Coronel Jairo, PMDB         |
| Comissão de Política Urbana, Habitação e Assuntos Fundiários                                              | Nilton Salomão, PT          |
| Comissão de Prevenção ao Uso de Drogas e Dependentes Químicos em Geral                                    | Rosângela Gomes, PRB        |
| Comissão para Prevenir e Combater a Pirataria no Estado do Rio de Janeiro                                 | Samuquinha, PR              |
| Comissão de Redação                                                                                       | Marcos Soares, PR           |
| Comissão de Saneamento Ambiental                                                                          | Aspásia Camargo, PV         |
| Comissão de Saúde                                                                                         | Márcio Panisset, PDT        |
| Comissão de Segurança Alimentar                                                                           | Lucinha, PSDB               |
| Comissão de Segurança Pública e Assuntos de Polícia                                                       | Iranildo Campos, PSD        |
| Comissão de Servidores Públicos                                                                           | Nelson Gonçalves, PMDB      |
| Comissão de Trabalho, Legislação Social e Seguridade Social                                               | Paulo Ramos, PSOL           |
| Comissão de Transportes                                                                                   | Marcelo Simão, PMDB         |
| Comissão de Tributação, Controle da Arrecadação Estadual e de Fiscalização dos Tributos Estaduais         | Luiz Paulo, PSDB            |
| Comissão de Turismo                                                                                       |                             |

## Deputados Estaduais
No Rio de Janeiro foram eleitos setenta (70) deputados estaduais.
| Número | Deputados estaduais eleitos                   | Votação | Percentual | Perfil         | Cidade onde nasceu      | Unidade federativa  |
| 12123  | Wagner Montes (PDT)                           | 528.628 | 6,38%      | Perfil Alerj   | Duque de Caxias         | Rio de Janeiro      |
| 50123  | Marcelo Freixo (PSOL)                         | 177.253 | 2,14%      | Perfil Alerj   | São Gonçalo             | Rio de Janeiro      |
| 22777  | Samuel Malafaia (PR)                          | 134.515 | 1,62%      | Perfil Alerj   | Rio de Janeiro          | Rio de Janeiro      |
| 15288  | Paulo Melo (PMDB)                             | 121.684 | 1,47%      | Perfil Alerj   | Saquarema               | Rio de Janeiro      |
| 22345  | Clarissa Garotinho (PR)                       | 118.863 | 1,43%      | Perfil Alerj   | Campos dos Goytacazes   | Rio de Janeiro      |
| 10123  | Alexandre Correa (PRB)                        | 112.676 | 1,36%      | Perfil Alerj   | Rio de Janeiro          | Rio de Janeiro      |
| 15505  | Pedro Augusto (PMDB)                          | 111.407 | 1,34%      | Perfil Alerj   | Ribeirão Preto          | São Paulo           |
| 15159  | Rafael Picciani (PMDB)                        | 96.034  | 1,16%      | Perfil Alerj   | Rio de Janeiro          | Rio de Janeiro      |
| 15101  | Domingos Brazão (PMDB)                        | 91.774  | 1,11%      | Perfil Alerj   | Rio de Janeiro          | Rio de Janeiro      |
| 12212  | Cidinha Campos (PDT)                          | 89.553  | 1,08%      | Perfil Alerj   | São Paulo               | São Paulo           |
| 13001  | Carlos Minc (PT)                              | 87.210  | 1,05%      | Perfil Alerj   | Rio de Janeiro          | Rio de Janeiro      |
| 15088  | Edson Albertassi (PMDB)                       | 83.254  | 1,00%      | Perfil Alerj   | Castelo                 | Espírito Santo      |
| 22123  | Edino Fonseca (PR)                            | 77.061  | 0,93%      | Perfil Alerj   | Rio Bonito              | Rio de Janeiro      |
| 11111  | Dionísio Lins (PP)                            | 75.707  | 0,91%      | Perfil Alerj   | Rio de Janeiro          | Rio de Janeiro      |
| 33233  | Christino Áureo (PMN)                         | 74.336  | 0,90%      | Perfil Oficial | Macaé                   | Rio de Janeiro      |
| 15150  | Pedro Fernandes (PMDB)                        | 69.571  | 0,84%      | Perfil Alerj   | Parelhas                | Rio Grande do Norte |
| 45620  | Lúcia Helena de Amaral Pinto (Lucinha) (PSDB) | 67.035  | 0,81%      | Perfil Alerj   | Rio de Janeiro          | Rio de Janeiro      |
| 12015  | Andreia do Charlinho (PDT)                    | 62.599  | 0,76%      | Perfil Alerj   | Rio de Janeiro          | Rio de Janeiro      |
| 20120  | Wander Sabino (PSC)                           | 62.522  | 0,75%      | Perfil Alerj   | Belford Roxo            | Rio de Janeiro      |
| 15122  | Graça (PMDB)                                  | 61.294  | 0,74%      | Perfil Alerj   | Mimoso do Sul           | Espírito Santo      |
| 15615  | Dica (PMDB)                                   | 59.220  | 0,71%      | Perfil Alerj   | Duque de Caxias         | Rio de Janeiro      |
| 11120  | Flávio Bolsonaro (PP)                         | 58.322  | 0,70%      | Perfil Alerj   | Resende                 | Rio de Janeiro      |
| 40369  | Rafael do Gordo (PSB)                         | 55.831  | 0,67%      | Perfil Alerj   | São Gonçalo             | Rio de Janeiro      |
| 23123  | André Corrêa (PPS)                            | 55.484  | 0,67%      | Perfil Alerj   | Rio de Janeiro          | Rio de Janeiro      |
| 12617  | Marcio Panisset (PDT)                         | 55.027  | 0,66%      | Perfil Alerj   | Rio de Janeiro          | Rio de Janeiro      |
| 70123  | Marcos Abrahão (PTdoB)                        | 52.525  | 0,63%      | Perfil Alerj   | Rio Bonito              | Rio de Janeiro      |
| 12456  | Marcos Soares (PDT)                           | 52.099  | 0,63%      | Perfil Alerj   | Rio de Janeiro          | Rio de Janeiro      |
| 15555  | André Lazaroni (PMDB)                         | 49.839  | 0,60%      | Perfil Alerj   | Duque de Caxias         | Rio de Janeiro      |
| 22300  | Fábio Silva (PR)                              | 47.939  | 0,58%      | Perfil Oficial | Rio de Janeiro          | Rio de Janeiro      |
| 23601  | Comte Bitencourt (PPS)                        | 45.541  | 0,55%      | Perfil Alerj   | Rio de Janeiro          | Rio de Janeiro      |
| 40011  | Marcelo Simão (PSB)                           | 45.046  | 0,54%      | Perfil Alerj   | São João de Meriti      | Rio de Janeiro      |
| 33333  | Alessandro Calazans (PMN)                     | 44.549  | 0,54%      | Perfil Alerj   | Nilópolis               | Rio de Janeiro      |
| 22555  | Miguel Jeovani (PR)                           | 44.135  | 0,53%      | Perfil Alerj   | Araruama                | Rio de Janeiro      |
| 40212  | Gustavo Tutuca (PSB)                          | 44.015  | 0,53%      | Perfil Alerj   | Piraí                   | Rio de Janeiro      |
| 15153  | Bernardo Rossi (PMDB)                         | 43.607  | 0,53%      | Perfil Alerj   | Petrópolis              | Rio de Janeiro      |
| 40233  | Rogério Cabral (PSB)                          | 43.215  | 0,52%      | Perfil Alerj   | Nova Friburgo           | Rio de Janeiro      |
| 22000  | Iranildo Campos (PR)                          | 42.398  | 0,51%      | Perfil Alerj   | Rio de Janeiro          | Rio de Janeiro      |
| 15345  | Chiquinho da Mangueira (PMDB)                 | 39.740  | 0,48%      | Perfil Alerj   | Rio de Janeiro          | Rio de Janeiro      |
| 15210  | Roberto Dinamite (PMDB)                       | 39.730  | 0,48%      | Perfil Alerj   |                         |                     |
| 20010  | Marcio Pacheco (PSC)                          | 39.537  | 0,48%      | Perfil Alerj   |                         |                     |
| 12345  | Paulo Ramos (PDT)                             | 39.023  | 0,47%      | Perfil Alerj   |                         |                     |
| 13651  | Rodrigo Neves (PT)                            | 38.856  | 0,47%      | Perfil Alerj   | São Gonçalo             | Rio de Janeiro      |
| 20126  | Coronel Jairo (PSC)                           | 38.791  | 0,47%      | Perfil Alerj   | Rio de Janeiro          | Rio de Janeiro      |
| 25633  | Graça Pereira (DEM)                           | 38.746  | 0,47%      | Perfil Alerj   | Duque de Caxias         | Rio de Janeiro      |
| 12198  | Ricardo Abrão (PDT)                           | 37.742  | 0,46%      | Perfil Alerj   | Nilópolis               | Rio de Janeiro      |
| 13455  | Gilberto Palmares (PT)                        | 36.519  | 0,44%      | Perfil Alerj   | Apiacá                  | Espírito Santo      |
| 14123  | Marcus Vinicius Neskau (PTB)                  | 35.508  | 0,43%      | Perfil Alerj   | Barra do Piraí          | Rio de Janeiro      |
| 22369  | Altineu Cortes (PR)                           | 35.176  | 0,42%      | Perfil Alerj   | Niterói                 | Rio de Janeiro      |
| 45245  | Gérson Bergher (PSDB)                         | 35.069  | 0,42%      | Perfil Alerj   | Rio de Janeiro          | Rio de Janeiro      |
| 28456  | Waguinho (PRTB)                               | 34.820  | 0,42%      | Perfil Alerj   | Belford Roxo            | Rio de Janeiro      |
| 43123  | Aspásia Camargo (PV)                          | 34.733  | 0,42%      | Perfil Alerj   | Rio de Janeiro          | Rio de Janeiro      |
| 45678  | Luiz Paulo Corrêa da Rocha (PSDB)             | 34.502  | 0,42%      | Perfil Alerj   | Rio de Janeiro          | Rio de Janeiro      |
| 45205  | Claise Maria Zito (PSDB)                      | 33.664  | 0,41%      | Perfil Alerj   | São João de Meriti      | Rio de Janeiro      |
| 27123  | João Peixoto (PSDC)                           | 33.203  | 0,40%      | Perfil Alerj   | Campos dos Goytacazes   | Rio de Janeiro      |
| 12369  | Felipe Peixoto (PDT)                          | 32.855  | 0,40%      | Perfil Alerj   | Niterói                 | Rio de Janeiro      |
| 22320  | Samuquinha Rocha Jr (PR)                      | 32.563  | 0,39%      | Perfil Alerj   | Duque de Caxias         | Rio de Janeiro      |
| 22022  | Roberto Henriques (PR)                        | 32.369  | 0,39%      | Perfil Alerj   | São João da Barra       | Rio de Janeiro      |
| 13104  | Nilton Salomão (PT)                           | 31.249  | 0,38%      | Perfil Alerj   | Teresópolis             | Rio de Janeiro      |
| 13333  | Zaqueu Teixeira (PT)                          | 30.583  | 0,37%      | Perfil Alerj   | Rio de Janeiro          | Rio de Janeiro      |
| 23555  | José Luiz Nanci (PPS)                         | 28.798  | 0,35%      | Perfil Alerj   | São Gonçalo             | Rio de Janeiro      |
| 13633  | Inês Pandeló (PT)                             | 28.798  | 0,35%      | Perfil Alerj   | Cataguases              | Minas Gerais        |
| 12777  | Bebeto (PDT)                                  | 28.328  | 0,34%      | Perfil Alerj   | Salvador                | Bahia               |
| 12200  | Luiz Martins (PDT)                            | 26.002  | 0,31%      | Perfil Alerj   | Rio de Janeiro          | Rio de Janeiro      |
| 12312  | Myrian Rios (PDT)                             | 22.169  | 0,27%      | Perfil Alerj   | Belo Horizonte          | Minas Gerais        |
| 19239  | Geraldo Moreira (PTN)                         | 21.987  | 0,27%      | Perfil Alerj   | São Francisco do Glória | Minas Gerais        |
| 65656  | Enfermeira Rejane (PCdoB)                     | 21.033  | 0,25%      | Perfil Alerj   | Rio de Janeiro          | Rio de Janeiro      |
| 44500  | Thiago Pampolha (PRP)                         | 19.329  | 0,23%      | Perfil Alerj   | Rio de Janeiro          | Rio de Janeiro      |
| 43644  | Xandrinho Adriano (PV)                        | 16.151  | 0,19%      | Perfil Alerj   | Rio de Janeiro          | Rio de Janeiro      |
| 10456  | Rosangela Gomes (PRB)                         | 10.586  | 0,13%      | Perfil Alerj   | Nova Iguaçu             | Rio de Janeiro      |
| 50000  | Janira Rocha (PSOL)                           | 6.442   | 0,08%      | Perfil Alerj   | Nova Iguaçu             | Rio de Janeiro      |